# Muntanyes Parâng
Les muntanyes Parâng (pronunciat en romanès: [paˈrɨŋɡ]; hongarès: Páring-hegység) són una de les serralades més altes de Romania i els Carpats del Sud, amb el pic més alt, Parângu Mare, que arriba als 2.519 m.

## Descripció
Les muntanyes Parâng es troben a la part sud-oest dels Carpats Central-Meridionals. Són les muntanyes més altes del grup local de muntanyes Parâng-Cindrel i les segones muntanyes més grans dels Carpats romanesos després de les muntanyes Făgăraș. Es troben entre les muntanyes de Șureanu (nord), les muntanyes de Latoriței (nord-est), les muntanyes Căpățânii (est), les muntanyes de Vâlcan (oest) i la depressió de Petroșani al nord-oest. Situades al sud i a l'est de la ciutat de Petroșani, les muntanyes Parâng formen la barrera oriental de la vall del Jiu (un altiplà de 100 quilòmetres de longitud d'est a oest i 70 a 80 quilòmetres d'amplada de nord a sud).

## Geologia
Les muntanyes Parâng consisteixen principalment en roques cristal·lines, cobertes perifèricament amb clapes de sediments de l'època paleozoica, mesozoica (pedra calcària massiva, conglomerats) i cenozoic, barrejades amb grans zones d'afloraments de granit. Al vessant sud, es poden trobar roques sedimentàries de l'era mesozoica, més exactament calcàries massives del període Juràssic. Les roques més noves es troben al marc sud de les muntanyes i al nord-oest, on limita amb la depressió de Petrosani.
La naturalesa de les roques va afavorir l'aparició de serralades arrodonides a granel, separades per valls profundes. Les muntanyes presenten una asimetria general, amb la part nord més escarpada, amb carenes curtes, mentre que la façana sud és menys inclinada i amb una cresta més llarga. Especialment a la part sud, els vessants es componen de diversos graons.

Panoràmica de 360 ° de les muntanyes Parâng un mosaic de 23 imatges individuals, extretes del pic Găuri (2244 m). El pic al que condueix la carena just a la dreta del centre de la imatge és Piatra Tăiată (2255 m). A la dreta, es veu la meitat de la sella de Ghereșu (2113 m), que condueix a la carena principal de Parâng, de la qual el primer cim, Lesu (2375 m), amb prou feines és visible a causa de la nuvolositat. Just a la dreta, però gairebé totalment enfosquit pels núvols, hi ha el pic alt del grup de muntanyes: Parângu Mare (2519m). A l'esquerra del pic Piatra Tăiată és visible la cresta principal de Setea Mohor, sent els dos cims més destacats d'aquesta imatge (de dreta a esquerra): Setea Mică (2278m) i Setea Mare (2365m).

## Clima

### Temperatures

Muntanyes Parâng 3D

La distribució general de la carena principal en un eix oest-est i les seves altituds superiors als 2000 m converteixen les muntanyes Parâng en una presa orogràfica en el sentit de les masses d'aire que flueixen de direcció nord a nord-oest i de sud a sud-oest. A més, l'asimetria de la carena principal, amb el costat escarpat al nord, condueix a la recepció de diferents quantitats de calor i humitat, més al costat sud. El sol brilla aproximadament entre les 1800 i les 2000 hores / any, registrant-se les temperatures més altes al juliol i agost. La temperatura mitjana anual és de 6 ° C al fons de la muntanya i 0 ° C a altituds al voltant dels 1800 m. Per sobre dels 2000 m, la temperatura mitjana és inferior a 0 ° C. La diferència entre les temperatures mitjanes registrades als vessants sud i nord és d'entre 1-2 ° C.

### Precipitacions
La precipitació mitjana anual oscil·la entre els 900 i els 1200 mm. Les precipitacions més abundants es registren al voltant de l'altitud de 1600 m a 1800 m. El mes de juny és el mes amb més precipitacions, 110 mm a la part inferior de la muntanya i 160 mm a altituds superiors als 1500 m. Neva de mitjana 90 dies a l'any per sobre de l'altitud de 1500 m. La primera neu arriba durant la primera quinzena d'octubre, mentre que la darrera durant la primera quinzena de maig (per sobre dels 1500 m) o finals d'abril a cotes més baixes. A cotes altes, la neu és present de mitjana durant 200 dies cada any. El gruix de la capa de neu depèn de les condicions meteorològiques, de l'exposició dels pendents als vents, de l'exposició al sol, de les nevades, etc. A més de 1500 m, el gruix mitjà és superior a 1 m.

### Vent
La intensitat del vent és elevada durant tot l'any. Per sobre dels 2000 m, els vents de ponent són dominants, mentre que per sota d'aquest llindar, la direcció i la intensitat del vent estan influïdes pel relleu de muntanya. Per sobre dels 2000 m, la velocitat mitjana del vent és de 8 a 10 Senyora. Durant la temporada de fred, la velocitat del vent pot arribar a 15 m / s i més amunt en algunes carenes.

## Flora
En estreta connexió amb les característiques del relleu de les muntanyes Parâng, la vegetació es forma clarament en tres capes. La primera capa és el bosc de fulla ampla, que comença des del fons de les muntanyes i arriba fins als 1200 m (vessant nord) i 1400 m (vessant sud). Estan formats per roure pènol, carpí europeu, bedoll comú i, el més comú, però majoritàriament estès al vessant sud, el faig europeu. La segona capa es va estendre principalment als vessants nord i oest, entre 1000 i 1750 m, i està composta per boscos d'avets de Noruega i, localment, d'avet europeu. A les muntanyes Parâng, la línia d'arbres es troba entre els 1600 i els 1800 m. Per sobre d'aquest límit s'hi troben els herbassars. La vegetació aquí està formada per arbres de krummholz, com el pi suís, el làrix, el pi de muntanya i el salze de fulla neta, però també el nabiu de muntanya, el vern i el nabiu verds. També són habituals els membres de la família de les herbes, com l'herba corcada, la festuca supina i la oreojuncus trifidus. A les zones riques en pedra calcària, es pot trobar edelweiss.

## Fauna
La fauna del sud dels Carpàtics és característica també de les muntanyes Parâng. Entre els mamífers es poden trobar el llop gris, la guineu, el senglar, l'ós bru, el linx euroasiàtic i el cérvol.

## Galeria d'imatges

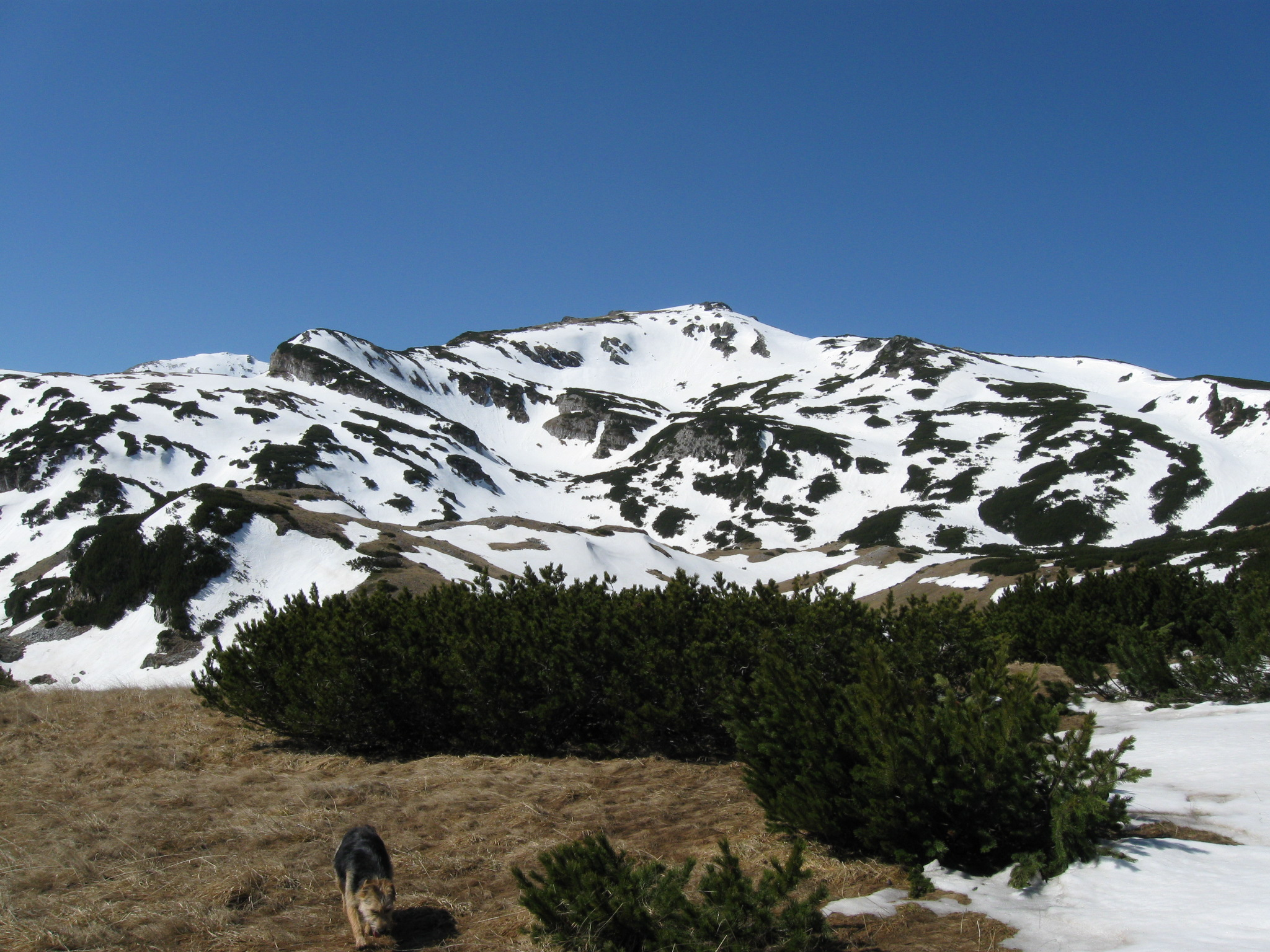
Pic de Găuri
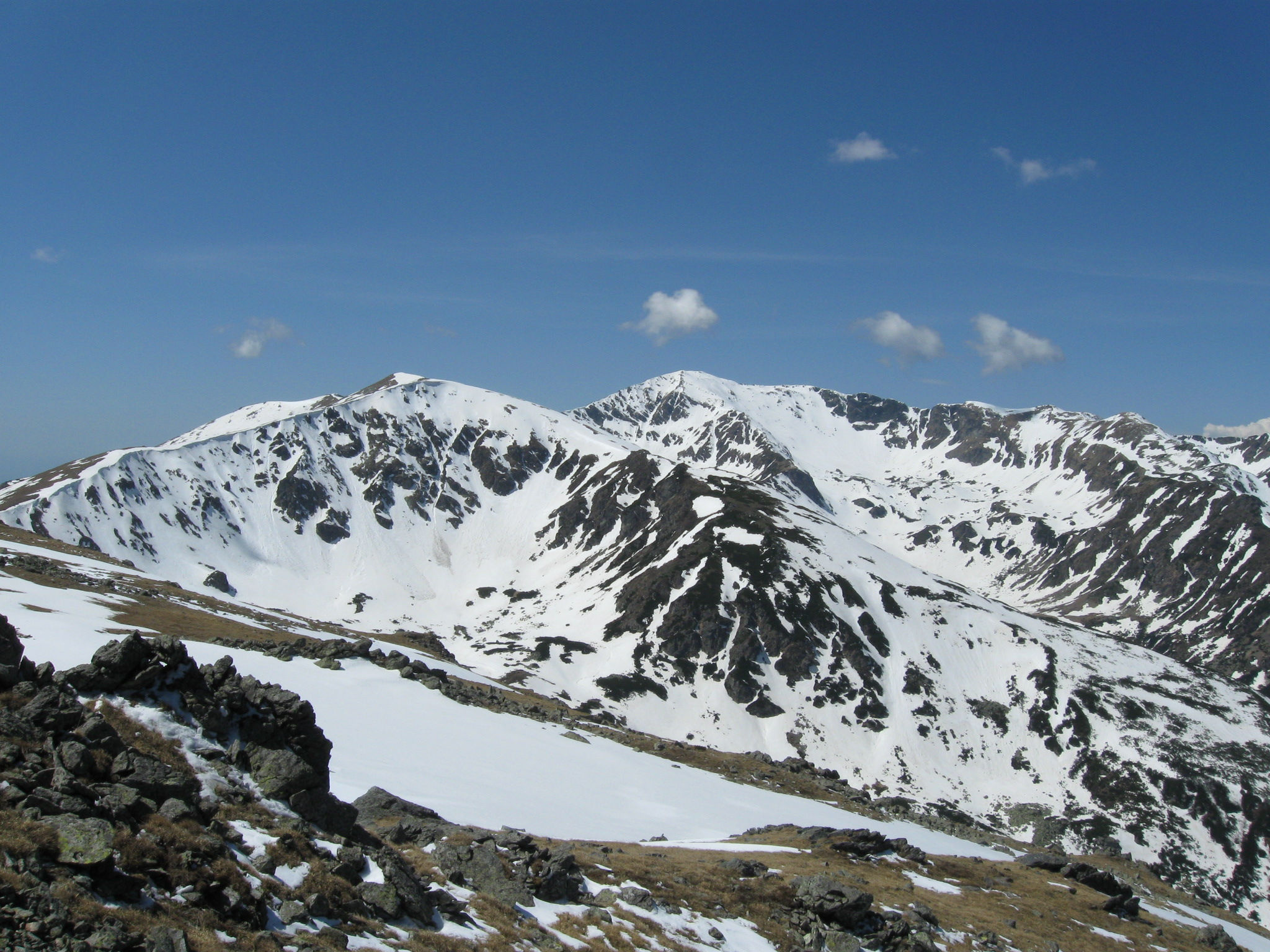
Vista del pic Parângu Mare des del pic Găuri
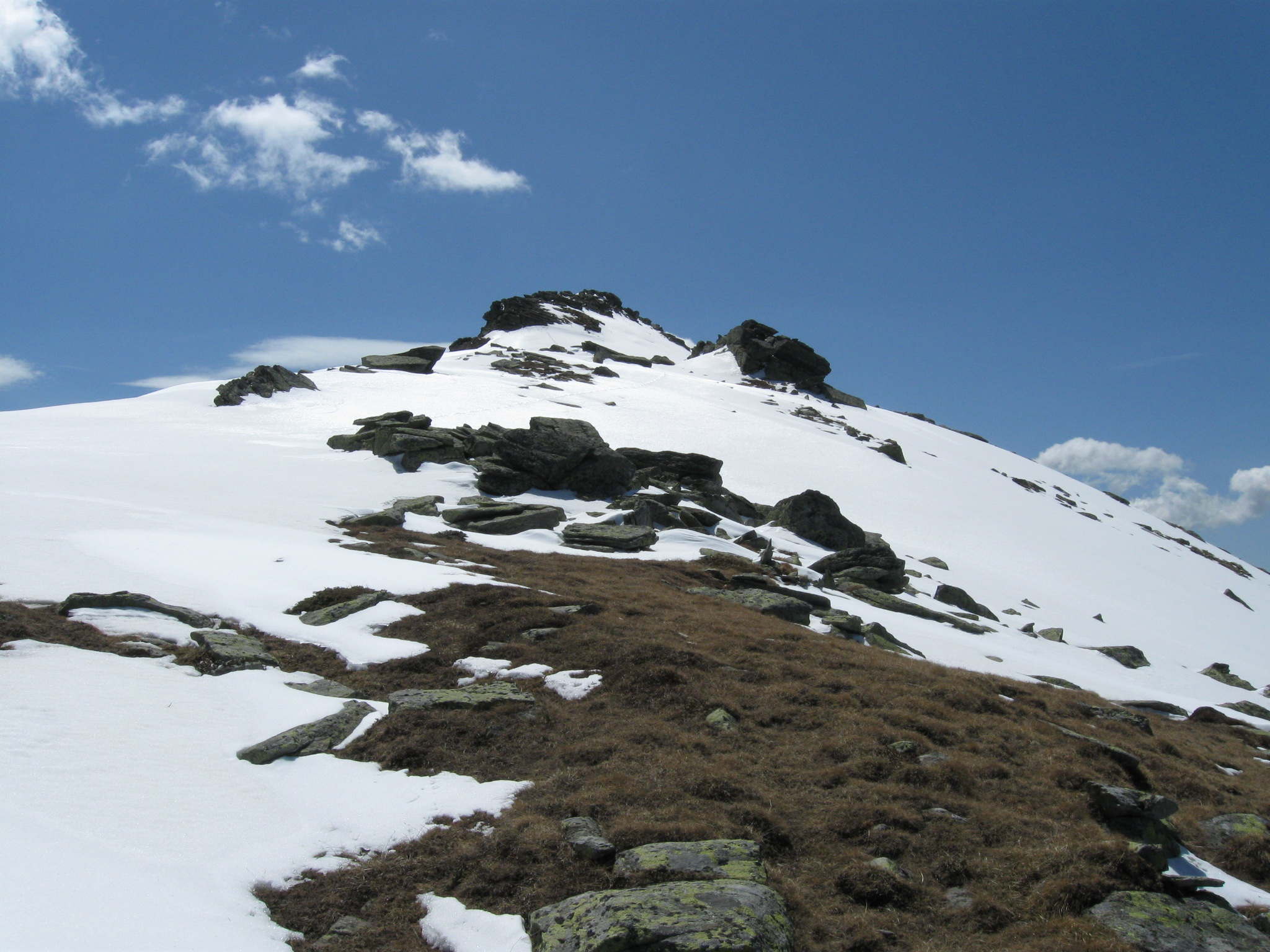
Vista nord del pic Coasta lui Rus
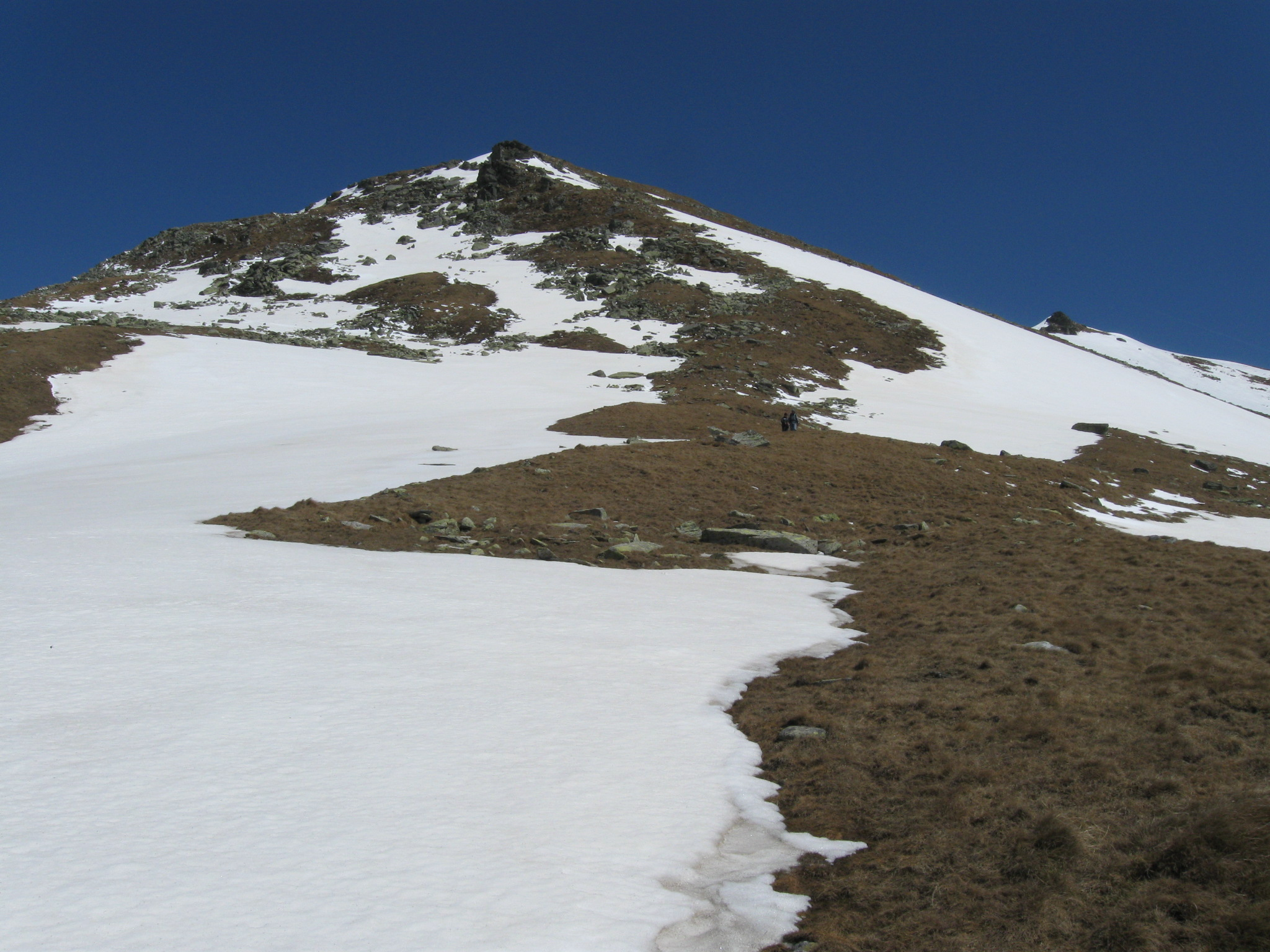
Vista occidental del pic Coasta lui Rus
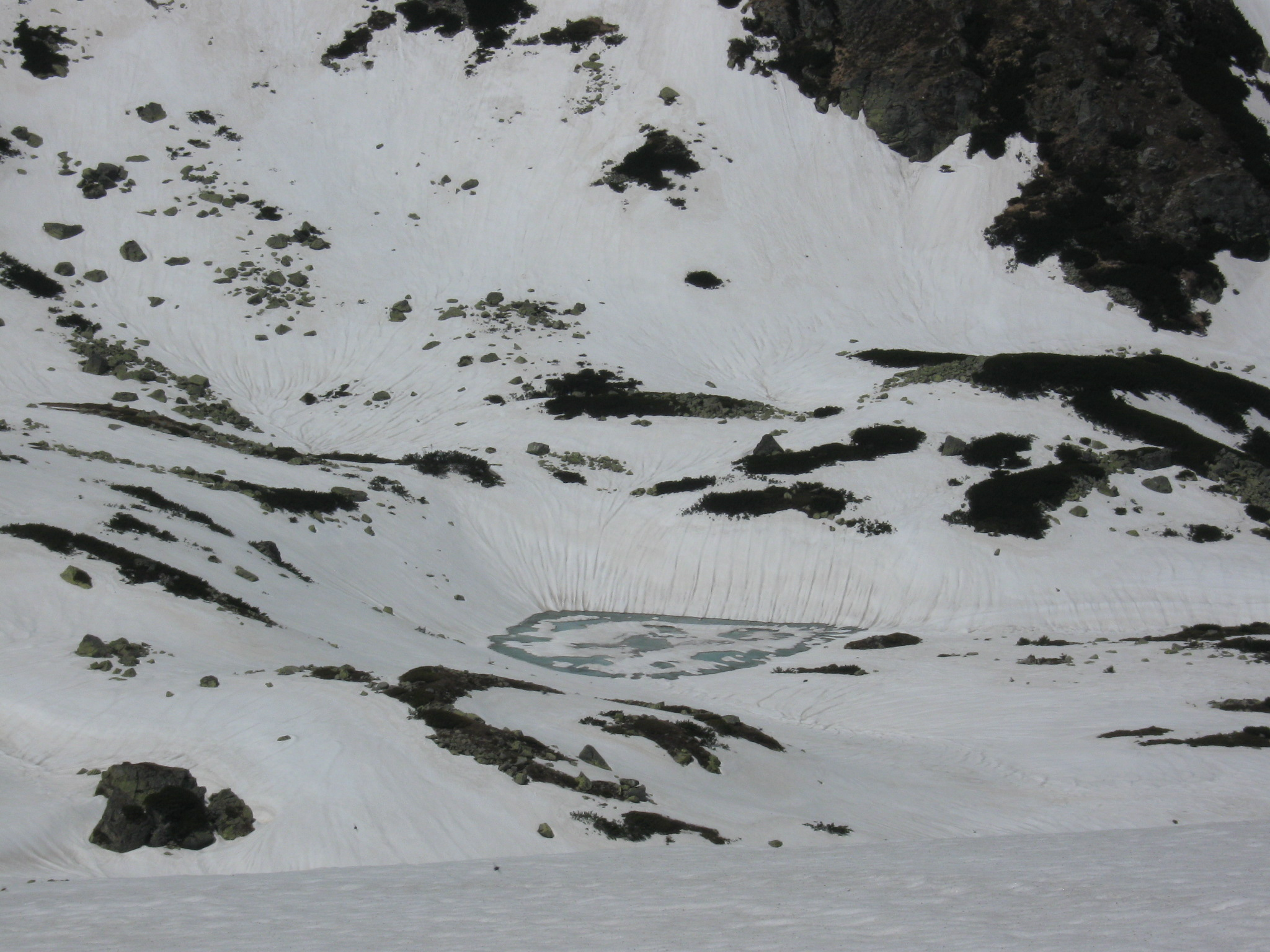
Llac glacial Ghereșu
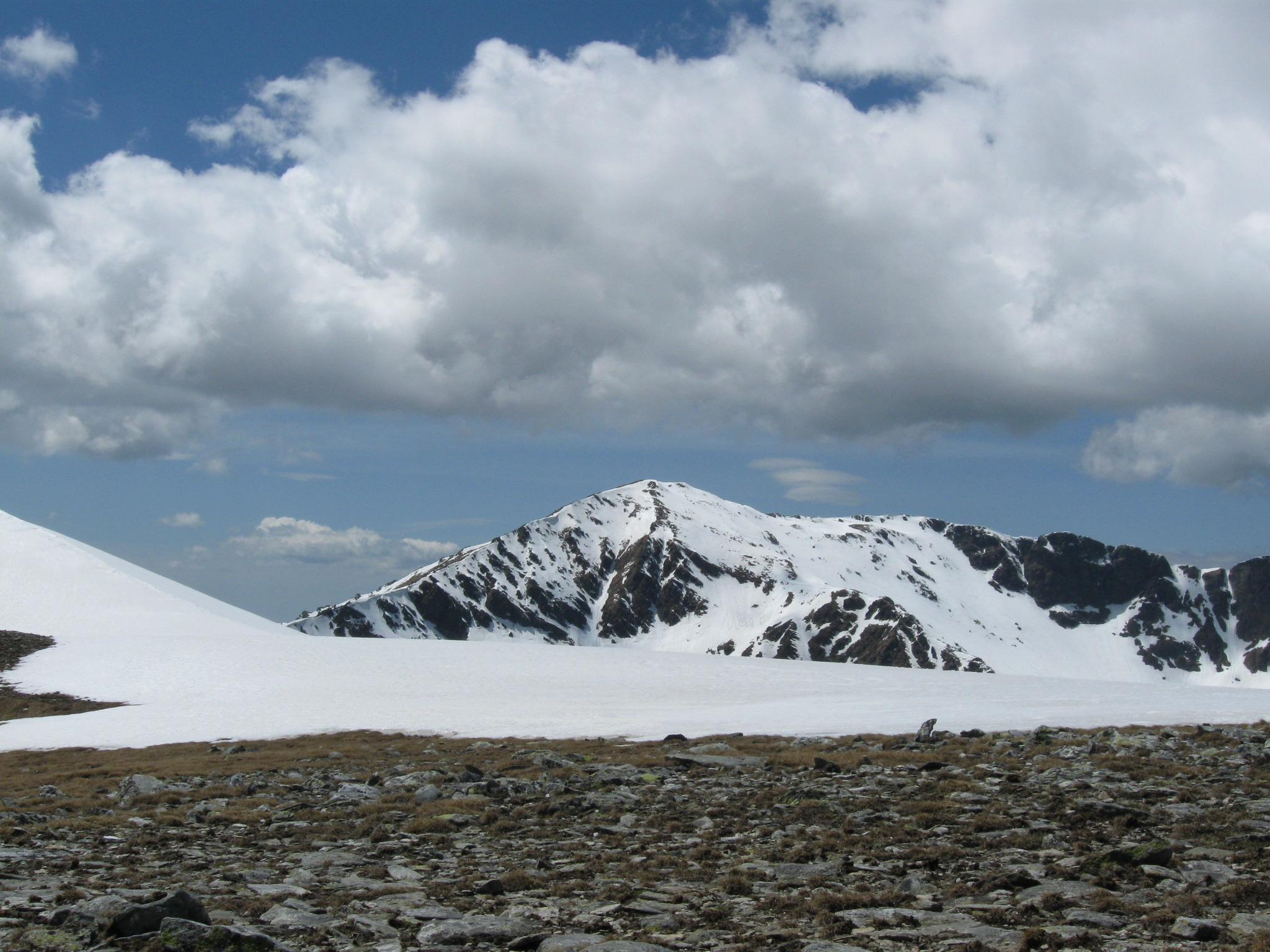
Cim Parângu Mare
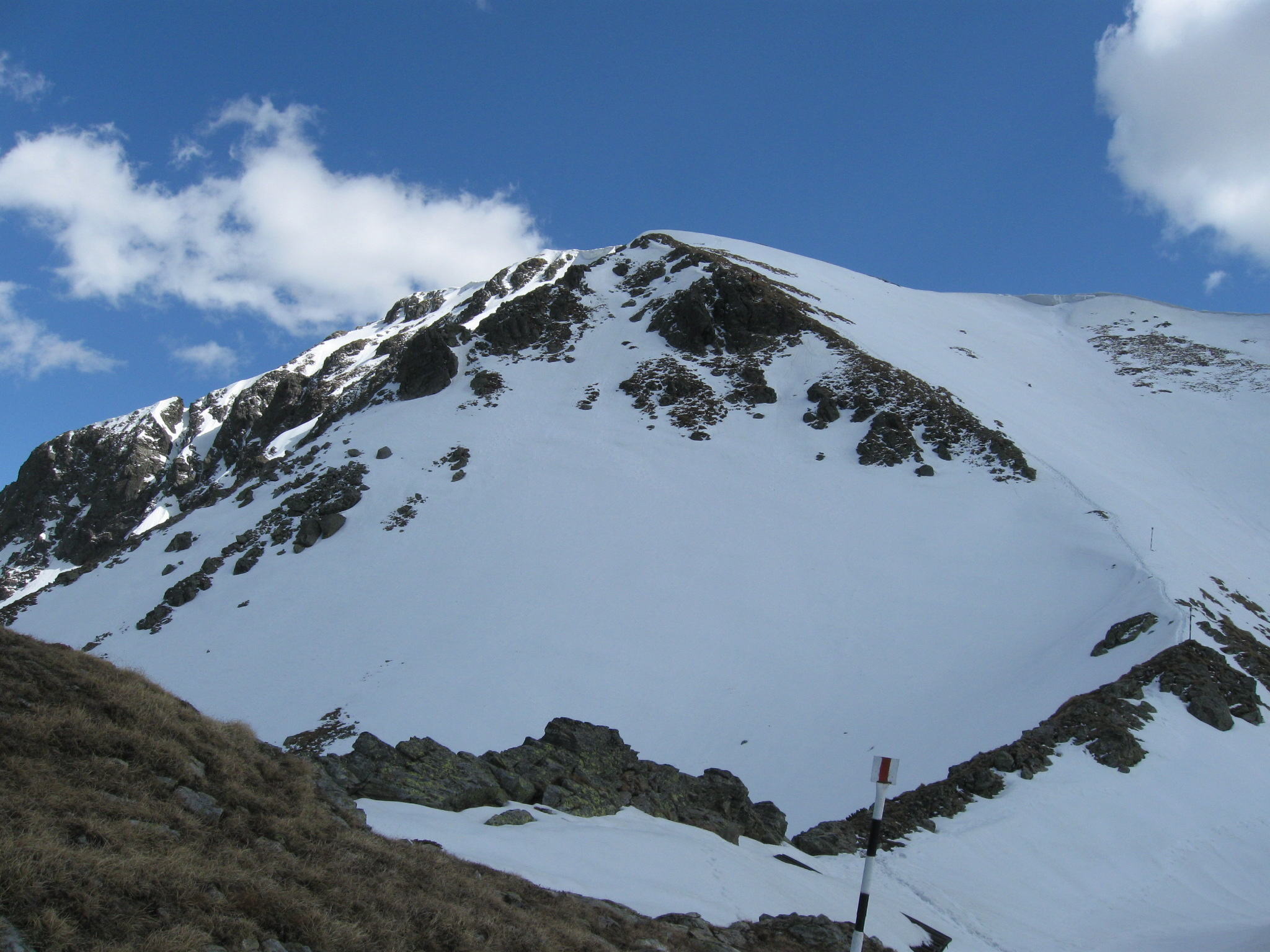
Cârja (2405m), segon cim més alt
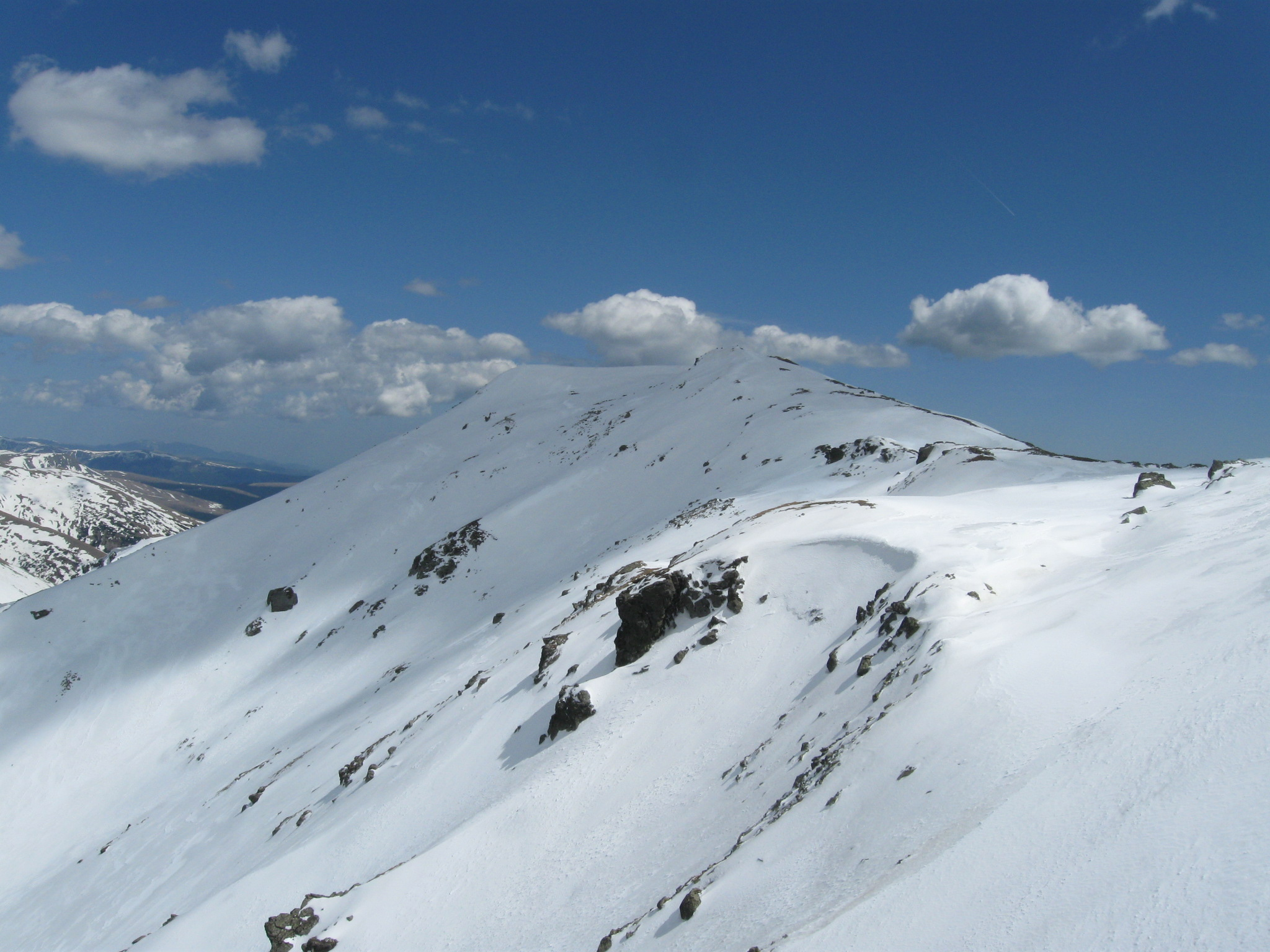
Vista de la carena principal de les muntanyes Parâng